# クリミノン
クリミノン（Criminon）は、サイエントロジーの創設者であるL・ロン・ハバードが開発した犯罪者更生プログラムの名称。またそれを提供する団体の名称でもある。
クリミノンの国際本部は米国に置かれているが、その支部は世界的に広がっている。